# Tre indagini a Vigàta
Tre indagini a Vigàta è un'antologia di Andrea Camilleri pubblicata nel 2012. Si tratta di una raccolta di romanzi che ha per protagonista il commissario di polizia Salvo Montalbano.

## Contenuti
Il libro raccoglie tre inchieste del commissario Montalbano, già pubblicate in precedenza:
- La vampa d'agosto (2006)
- Le ali della sfinge (2006)
- La pista di sabbia (2007)

### Trama dei contenuti

#### La vampa d'agosto
Caldo torrido, calore estenuante, sole implacabile: è questa la vampa del mese più infuocato della torrida estate siciliana, ma è anche l'ardore e la passione che infiammano Montalbano.
Siamo nel mese di Agosto, costretto a rimanere a Vigáta nel mese più infuocato della torrida estate siciliana, poiché Mimì ha anticipato le ferie, il commissario Montalbano si trova a fronteggiare un'indagine dagli strani risvolti, tutto incomincia quando Livia gli chiede di cercare una casa sul mare in affitto per la settimana di Ferragosto, per una famiglia di suoi amici genovesi con un bambino piccolo.
Per fortuna il commissario, nell'affollamento del mese di agosto, riesce a trovare una villa proprio come la vuole Livia. Ben presto però la scelta di Montalbano non apparirà così fortunata.
Durante la notte del terzo giorno la casa viene invasa dagli scarafaggi. Dopo la disinfestazione sembra tornata la normalità che invece si rompe il quinto giorno per una seconda invasione: questa volta di piccoli topi. La casa viene di nuovo disinfestata con una seconda disinfestazione. La terza invasione non è senza conseguenze. L'amica di Livia, Laura aveva coraggiosamente fronteggiato le scorrerie dei topi ma questa volta non resiste all'attacco di ragni d'ogni genere che scorrazzano per la cucina. A complicare le cose ci si mette il gatto randagio chiamato Ruggero.
Quando tutto sembra finalmente risolto e tornata la pace, il bambino scompare insieme al gatto Ruggero nel cortile della villetta. Sarà proprio il gatto, che appare e scompare, che farà ritrovare dal commissario Montalbano, chiamato da Livia in veste ufficiale, il bambino scomparso. Seguendo le tracce del gatto e ottenendone l'interessata collaborazione con piattini di pesce, Montalbano scopre che il bambino si è andato a ficcare in quella che, inizialmente, sembra essere una cavità del terreno vicino alla villetta.
I vigili del fuoco, intervenuti per soccorrere Bruno, scoprono che in realtà la cavità è un piano della villetta, fatto costruire abusivamente e poi sotterrato in attesa dell'immancabile condono edilizio. Era da lì che venivano le invasioni. La curiosità e l'intuito dello sbirro fanno scoprire a Montalbano in un vecchio baule che non capiva che cosa ci facesse nel salone del tutto vuoto del piano abusivo, il cadavere di una ragazza sedicenne, stuprata e uccisa anni prima e avvolta in teli di plastica.
Inizialmente Montalbano sospetta il figlio del primo proprietario della casetta, un ragazzo tedesco di padre siciliano, morto anch'esso poco dopo la ragazza, che pare fosse matto. Ma la verità viene poco alla volta a galla, anche grazie alla bellissima Adriana, gemella della vittima, e la storia da grottesca diviene tragica coinvolgendo Montalbano che per la prima volta ne esce sconfitto professionalmente e sentimentalmente.

#### Le ali della sfinge
In una vecchia discarica è stato trovato il cadavere di una ragazza. Nuda, il volto devastato da un proiettile, niente borse o indumenti in giro. Solo un piccolo tatuaggio sulla spalla sinistra - una farfalla - potrebbe favorire l'identificazione della donna.

#### La pista di sabbia
Tra scuderie e maneggi, ippodromi e piste, tra corse clandestine e corse di beneficenza, un mondo nuovo sorprende e spiazza il commissario Montalbano. Tutto ruota attorno alla carcassa trafugata di un cavallo da corsa. E a un cadavere trovato seminudo, con un proiettile in corpo, buttato al sole e ai cani.
Più tardi la signora Rachele Esterman si reca in commissariato per denunciare il furto del suo cavallo sauro, che aveva affidato alla scuderia di Saverio Lo Duca. La signora si trova in Sicilia per partecipare ad una gara ippica che si svolge annualmente a Fiacca. È ospitata dalla sua amica Ingrid Sjöström, vecchia conoscente del commissario.
La sera Ingrid si reca a cena da Montalbano, che sorprende degli sconosciuti in casa. Risulta che abbiano rubato solo il vecchio Rolex del padre.
Nel frattempo Fazio indaga su un giro di gare ippiche clandestine gestite da Michele Prestia, un piccolo criminale con legami mafiosi tramite Francesco Bellavia, membro della famiglia Cuffaro.
Ingrid invita Montalbano a partecipare ad una festa in occasione della gara ippica, dove Rachele corre con un altro dei cavalli di Lo Duca, piazzandosi seconda.
In quest'occasione il commissario incontra Lo Duca, il quale gli confida di sospettare che a rubare i cavalli sia stato per vendetta un suo vecchio dipendente, Gerlando Gurreri: Lo Duca, durante un alterco, lo aveva ferito alla testa, rendendolo invalido.
Con l'aiuto di Fazio, organizza una trappola: finge di uscire e lascia Galluzzo di guardia. Degli sconosciuti tentano di dar fuoco alla casa, Galluzzo li sorprende, c'è un conflitto a fuoco, uno dei malintenzionati resta ferito, ma riescono comunque a scappare. Montalbano sospetta che l'intrusione sia un tentativo di intimidazione legato alla sua testimonianza contro Giacomo Licco, un mafioso legato alla famiglia Cuffaro. Si reca dal pm Giarrizzo per comunicargli di avere dei dubbi riguardo a un possibile alibi di Licco. Viene infatti a sapere che l'amante di Licco, Concetta Siragusa, testimonierà a suo favore.
Le indagini di Fazio su Gurreri rivelano che la Siragusa è sua moglie e i Cuffaro lo hanno fatto entrare nell'associazione in cambio della testimonianza. Francesco Bellavia ha minacciato di ucciderlo se la moglie non collabora.
Il mattino seguente un cadavere viene trovato in mezzo alla campagna; è vestito solo di mutande ed è stato ucciso con un colpo di pistola alla schiena. Dall'analisi della scientifica risulta che il proiettile appartiene ad una pistola in dotazione alla Polizia. Il medico legale conferma che il morto aveva in passato ricevuto un trapanamento del cranio. Montalbano capisce che si tratta di Gurreri e che era stato ucciso da Galluzzo durante l'imboscata della polizia presso l'abitazione di Montalbano. Dopo averlo ucciso, il suo complice Bellavia ha poi provveduto a disfarsi del cadavere.
Dalla lavanderia mandano a Montalbano un ferro di cavallo trovato nella tasca dei suoi pantaloni. Solo allora il commissario si ricorda di averlo preso dalla carcassa trovata di fronte a casa sua. Il ferro non ha nessun segno particolare, mentre quelli del cavallo di Rachele avevano dei marchi ben precisi. Da questo Montalbano capisce che il cavallo ucciso è in realtà quello di Lo Duca.
Montalbano fa credere a Lo Duca che Prestia abbia confessato e si fa raccontare tutto. Prestia lo ricattava e lo stava costringendo a dare uno dei suoi cavalli per le corse clandestine. Lo Duca aveva organizzato il furto dei due cavalli e aveva fatto credere che quello ucciso fosse di Rachele Esterman e non il suo, che era comunque in fin di vita. Bellavia e Prestia vengono arrestati e il cavallo di Rachele recuperato.
Ingrid e Rachele vanno a cena da Montalbano. Il telefono suona e Rachele risponde: è Livia, che riattacca subito.

## Altri contenuti del libro
Il libro è corredato da una nota dell'autore.

## Edizioni
- Andrea Camilleri, Tre indagini a Vigàta, Prima ed., collana Galleria (n°18), Sellerio Editore, 2012,  p. 592, ISBN 88-389-2773-1.